# Rally de Polonia de 2023
El Rally de Polonia de 2023, oficialmente 79. Orlen Rajd Polski - Rally Poland, fue la septuagésima novena edición y la tercera ronda de la temporada 2023 del Campeonato de Europa de Rally. Se celebró del 19 al 21 de mayo y contó con un itinerario de dieciséis tramos sobre tierra que sumaban un total de 182,06 km cronometrados. Fue también la tercera ronda de los campeonatos ERC-3 y ERC-4 y la primera del ERC Júnior.
El ganador de la prueba fue el letón Mārtiņš Sesks que consiguió en Polonia su segunda victoria en el ERC. Sesks se enzarzó por la victoria con el líder del campeonato, Hayden Paddon que lideró el rallye desde la segunda hasta la cuarta etapa cronometrada y a partir de la quinta hasta el final, Sesks luchó de tú a tú con Paddon hasta que el neozelandés tuvo un pinchazo a dos etapas del final. El local y ganador de la prueba en 2022, Mikołaj Marczyk terminó en la tercera posición pese a liderar en la primera especial, en la segunda especial se salió de la carretera y quedó atascado en una zanja, perdiendo valioso tiempo no pudiendo recuperar la diferencia con los dos primeros.
En las categorías de apoyo, el británico Jon Armstrong consiguió su tercera victoria consecutiva en el ERC-3. Mientras que en el ERC-4 y en ERC Junior triunfo el joven noruego Ola Nore Jr.

## Lista de inscritos
| Num.                     | Piloto              | Copiloto                  | Automóvil              | Equipo                           |
| ------------------------ | ------------------- | ------------------------- | ---------------------- | -------------------------------- |
| 1                        | Hayden Paddon       | John Kennard              | Hyundai i20 N Rally2   | BRC Racing Team                  |
| 2                        | Efrén Llarena       | Sara Fernández            | Škoda Fabia RS Rally2  | Team MRF Tyres                   |
| 3                        | Mads Østberg        | Patrik Barth              | Citroën C3 Rally2      | MRF Tyres Dealer Team            |
| 4                        | Tom Kristensson     | Andreas Johansson         | Citroën C3 Rally2      | Bilteknik TRT Citroën Rally Team |
| 5                        | Andrea Mabellini    | Virginia Lenzi            | Škoda Fabia Rally2 evo | MRF Tyres Dealer Team            |
| 6                        | Mikołaj Marczyk     | Szymon Gospodarczyk       | Škoda Fabia RS Rally2  | Mikołaj Marczyk                  |
| 7                        | Mathieu Franceschi  | Jules Escartefigue        | Škoda Fabia Rally2 evo | Mathieu Franceschi               |
| 8                        | Mārtiņš Sesks       | Renārs Francis            | Škoda Fabia RS Rally2  | Team MRF Tyres                   |
| 9                        | Andrea Nucita       | Elia De Guio              | Hyundai i20 N Rally2   | Racing Network                   |
| 10                       | Mikko Heikkilä      | Samu Vaaleri              | Škoda Fabia Rally2 evo | Mikko Heikkilä                   |
| 11                       | Grzegorz Grzyb      | Adam Binięda              | Škoda Fabia Rally2 evo | Grzegorz Grzyb                   |
| 12                       | Simone Tempestini   | Sergiu Itu                | Škoda Fabia Rally2 evo | Simone Tempestini                |
| 14                       | Filip Mareš         | Radovan Bucha             | Škoda Fabia Rally2 evo | ACCR Entry Engineering           |
| 15                       | Pontus Tidemand     | Julia Thulin              | Ford Fiesta Rally2     | MRF Tyres Dealer Team            |
| 16                       | Martin László       | Dávid Berendi             | Škoda Fabia Rally2 evo | Topp-Cars Rally Team             |
| 17                       | Sylwester Płachytka | Jakub Gerber              | Škoda Fabia Rally2 evo | Sylwester Płachytka              |
| 18                       | Adrian Chwietczuk   | Jakub Wróbel              | Škoda Fabia RS Rally2  | Adrian Chwietczuk                |
| 19                       | Łukasz Byśkiniewicz | Daniel Siatkowski         | Škoda Fabia Rally2 evo | Łukasz Byśkiniewicz              |
| 20                       | Maciej Lubiak       | Grzegorz Dachowski        | Škoda Fabia Rally2 evo | Maciej Lubiak                    |
| 21                       | Josh McErlean       | John Rowan                | Hyundai i20 N Rally2   | Motorsport Ireland Rally Academy |
| 22                       | Erik Cais           | Igor Bacigál              | Škoda Fabia RS Rally2  | Yacco ACCR Team                  |
| 23                       | Osian Pryce         | Stéphane Prévot           | Škoda Fabia Rally2 evo | Osian Pryce                      |
| 24                       | Simone Campedelli   | Tania Canton              | Škoda Fabia Rally2 evo | Team MRF Tyres                   |
| 25                       | Dennis Rådström     | Johan Johansson           | Ford Fiesta Rally2     | GN Motorsport                    |
| 26                       | Jarosław Kołtun     | Ireneusz Pleskot          | Ford Fiesta Rally2     | Plon RT                          |
| 27                       | Rafał Kwiatkowski   | Kamil Kozdroń             | Škoda Fabia Rally2 evo | Topp-Cars Rally Team             |
| 28                       | Rachele Somaschini  | Nicola Arena              | Citroën C3 Rally2      | Rachele Somaschini               |
| 29                       | Bogdan Cuzma        | Ilka Minor                | Škoda Fabia Rally2 evo | Bogdan Cuzma                     |
| 30                       | Simone Bertolotti   | Federico Capilli          | Citroën C3 Rally2      | Simone Bertolotti                |
| 31                       | Jon Armstrong       | Cameron Fair              | Ford Fiesta Rally3     | M-Sport Poland                   |
| 32                       | Piotr Parys         | Damian Syty               | Ford Fiesta Rally3     | Rallytechnology                  |
| 33                       | Jakub Matulka       | Daniel Dymurski           | Ford Fiesta Rally3     | Jakub Matulka                    |
| 34                       | Paulo Soria         | Marcelo Der Ohannesian    | Renault Clio Rally3    | Paulo Soria                      |
| 35                       | Roberto Daprà       | Luca Guglielmetti         | Peugeot 208 Rally4     | Roberto Daprà                    |
| 36                       | Miko Jalava         | Riikka Hokkanen           | Ford Fiesta Rally4     | Miko Jalava                      |
| 37                       | Max McRae           | Mac Kierans               | Opel Corsa Rally4      | Max McRae                        |
| 38                       | Simon Andersson     | Jörgen Jönsson            | Peugeot 208 Rally4     | Simon Andersson                  |
| 39                       | Victor Hansen       | Victor Johansson          | Peugeot 208 Rally4     | Victor Hansen                    |
| 40                       | Patrik Herczig      | Kristóf Varga             | Peugeot 208 Rally4     | Herczig ASE                      |
| 41                       | Mille Johansson     | Johan Grönvall            | Ford Fiesta Rally4     | IKSport Racing                   |
| 42                       | Alfred Kramer Jr    | Jeannette Kvick Andersson | Peugeot 208 Rally4     | Alfred Kramer Jr                 |
| 43                       | Norbert Maior       | Francesca Maria Maior     | Peugeot 208 Rally4     | Norbert Maior                    |
| 44                       | René Noller         | Natalie Solbach-Schmidt   | Peugeot 208 Rally4     | René Noller                      |
| 45                       | Ola Nore Jr         | Rune Eilertsen            | Renault Clio Rally4    | Ola Nore Jr                      |
| 46                       | Aoife Raftery       | Claire Williams           | Peugeot 208 Rally4     | Motorsport Ireland Rally Academy |
| 47                       | Timo Schulz         | Michael Wenzel            | Opel Corsa Rally4      | ADAC Opel Rallye Junior Team     |
| 48                       | Patrice Spitalier   | Nicolas Spitalier         | Peugeot 208 Rally4     | Patrice Spitalier                |
| 49                       | Mattia Zanin        | Fabio Pizzol              | Peugeot 208 Rally4     | Mattia Zanin                     |
| 50                       | Fabian Zeiringer    | Angelika Letz             | Opel Corsa Rally4      | Waldherr Motorsport Team         |
| 51                       | Norman Kreuter      | Maresa Lade               | Peugeot 208 Rally4     | Norman Kreuter                   |
| 52                       | Bendegúz Hangodi    | László Bunkoczi           | Peugeot 208 Rally4     | Bendegúz Hangodi                 |
| 53                       | Yuki Yamamoto       | Miika Teiskonen           | Renault Clio Rally4    | Toyota Gazoo Racing WRT NG       |
| 54                       | Nao Otake           | Marko Salminen            | Renault Clio Rally4    | Toyota Gazoo Racing WRT NG       |
| 55                       | Hikaru Kogure       | Topi Matias Luhtinen      | Renault Clio Rally4    | Toyota Gazoo Racing WRT NG       |
| 56                       | Marek Nowak         | Adrian Sadowski           | Opel Corsa Rally4      | Marek Nowak                      |
| 57                       | Ghjuvanni Rossi     | Nicolas Blanc             | Peugeot 208 Rally4     | Ghjuvanni Rossi                  |
| 58                       | Tymoteusz Jocz      | Maciej Judycki            | Ford Fiesta Rally4     | Tymoteusz Jocz                   |
| 59                       | Christoph Brugger   | Tamara Lutz               | Opel Corsa Rally4      | Waldherr Motorsport Team         |
| Fuente: ewrc-results.com |                     |                           |                        |                                  |

## Itinerario
| Día                      | Tramo     | Nombre                        | Distancia | Ganador de la etapa             | Tiempo | Líder de la general |
| ------------------------ | --------- | ----------------------------- | --------- | ------------------------------- | ------ | ------------------- |
| Día 1 (19 de mayo)       | Shakedown | Baranowo                      | 3,46 km   | Mikołaj Marczyk                 | 1:55.1 | —                   |
| Día 1 (19 de mayo)       | SS1       | Mikołajki Arena 1             | 2,50 km   | Mikołaj Marczyk                 | 1:47.7 | Mikołaj Marczyk     |
| Día 2 (20 de mayo)       | SS2       | Świętajno 1                   | 18,54 km  | Mārtiņš Sesks                   | 9:51.9 | Hayden Paddon       |
| Día 2 (20 de mayo)       | SS3       | Markowskie 1                  | 13,53 km  | Hayden Paddon                   | 6:49.5 | Hayden Paddon       |
| Día 2 (20 de mayo)       | SS4       | Wieliczki 1                   | 17,35 km  | Hayden Paddon                   | 8:18.7 | Hayden Paddon       |
| Día 2 (20 de mayo)       | SS5       | Świętajno 2                   | 18,54 km  | Mārtiņš Sesks                   | 9:51.8 | Mārtiņš Sesks       |
| Día 2 (20 de mayo)       | SS6       | Markowskie 2                  | 13,53 km  | Mārtiņš Sesks                   | 6:46.7 | Mārtiņš Sesks       |
| Día 2 (20 de mayo)       | SS7       | Wieliczki 2                   | 17,35 km  | Mārtiņš Sesks                   | 8:16.9 | Mārtiņš Sesks       |
| Día 2 (20 de mayo)       | SS8       | Mikołajki Arena 2             | 2,50 km   | Hayden Paddon Simone Tempestini | 1:48.1 | Mārtiņš Sesks       |
| Día 3 (21 de mayo)       | SS9       | Barczewo 1                    | 10,73 km  | Hayden Paddon                   | 5:12.0 | Mārtiņš Sesks       |
| Día 3 (21 de mayo)       | SS10      | Biskupiec 1                   | 12,30 km  | Mārtiņš Sesks                   | 6:29.2 | Mārtiņš Sesks       |
| Día 3 (21 de mayo)       | SS11      | Gmina Mrągowo 1               | 9,40 km   | Mārtiņš Sesks                   | 5:25.3 | Mārtiņš Sesks       |
| Día 3 (21 de mayo)       | SS12      | Mikołajki 1                   | 6,68 km   | Mārtiņš Sesks                   | 3:28.7 | Mārtiņš Sesks       |
| Día 3 (21 de mayo)       | SS13      | Barczewo 2                    | 10,73 km  | Mikko Heikkilä                  | 5:16.0 | Mārtiņš Sesks       |
| Día 3 (21 de mayo)       | SS14      | Biskupiec 2                   | 12,30 km  | Mārtiņš Sesks                   | 6:27.9 | Mārtiņš Sesks       |
| Día 3 (21 de mayo)       | SS15      | Mikołajki 2                   | 6,68 km   | Mads Østberg Mikko Heikkilä     | 3:31.5 | Mārtiņš Sesks       |
| Día 3 (21 de mayo)       | SS16      | Gmina Mrągowo 2 (Power Stage) | 9,40 km   | Mads Østberg                    | 5:23.7 | Mārtiņš Sesks       |
| Fuente: ewrc-results.com |           |                               |           |                                 |        |                     |

### Power stage
El power stage fue un tramo de 9,40 km al final del rally. Se otorgaron puntos adicionales a los cinco más rápidos.
| Pos. | Piloto             | Copiloto           | Tiempo | Diferencia | Puntos |
| ---- | ------------------ | ------------------ | ------ | ---------- | ------ |
| 1    | Mads Østberg       | Patrik Barth       | 5:23.7 | 0.0        | 5      |
| 2    | Mikko Heikkilä     | Samu Vaaleri       | 5:24.0 | +0.3       | 4      |
| 3    | Hayden Paddon      | John Kennard       | 5:25.4 | +1.7       | 3      |
| 4    | Mathieu Franceschi | Jules Escartefigue | 5:25.5 | +1.8       | 2      |
| 5    | Mārtiņš Sesks      | Renārs Francis     | 5:26.0 | +2.3       | 1      |

## Clasificación final
| Pos.                     | Piloto             | Copiloto            | Automóvil              | Tiempo    | Diferencia | Puntos  |
| General                  | General            | General             | General                | General   | General    | General |
| ------------------------ | ------------------ | ------------------- | ---------------------- | --------- | ---------- | ------- |
| 1.                       | Mārtiņš Sesks      | Renārs Francis      | Škoda Fabia RS Rally2  | 1:34:57.8 | 0.0        | 30+1    |
| 2.                       | Hayden Paddon      | John Kennard        | Hyundai i20 N Rally2   | 1:35:37.4 | +39.6      | 24+3    |
| 3.                       | Mikołaj Marczyk    | Szymon Gospodarczyk | Škoda Fabia RS Rally2  | 1:36:02.7 | +1:04.9    | 21      |
| 4.                       | Mads Østberg       | Patrik Barth        | Citroën C3 Rally2      | 1:36:10.7 | +1:12.9    | 19+5    |
| 5.                       | Mikko Heikkilä     | Samu Vaaleri        | Škoda Fabia Rally2 evo | 1:36:14.5 | +1:16.7    | 17+4    |
| 6.                       | Mathieu Franceschi | Jules Escartefigue  | Škoda Fabia Rally2 evo | 1:36:27.5 | +1:29.7    | 15+2    |
| 7.                       | Josh McErlean      | John Rowan          | Hyundai i20 N Rally2   | 1:36:44.7 | +1:46.9    | 13      |
| 8.                       | Simone Tempestini  | Sergiu Itu          | Škoda Fabia Rally2 evo | 1:37:07.0 | +2:09.2    | 11      |
| 9.                       | Erik Cais          | Igor Bacigál        | Škoda Fabia RS Rally2  | 1:37:31.5 | +2:33.7    | 9       |
| 10.                      | Efrén Llarena      | Sara Fernández      | Škoda Fabia RS Rally2  | 1:37:55.2 | +2:57.4    | 7       |
| 11.                      | Filip Mareš        | Radovan Bucha       | Škoda Fabia Rally2 evo | 1:38:19.0 | +3:21.2    | 5       |
| 12.                      | Dennis Rådström    | Johan Johansson     | Ford Fiesta Rally2     | 1:38:41.9 | +3:44.1    | 4       |
| 13.                      | Pontus Tidemand    | Julia Thulin        | Ford Fiesta Rally2     | 1:38:59.8 | +4:02.0    | 3       |
| 14.                      | Grzegorz Grzyb     | Adam Binięda        | Škoda Fabia Rally2 evo | 1:39:11.9 | +4:14.1    | 2       |
| 15.                      | Simone Campedelli  | Tania Canton        | Škoda Fabia Rally2 evo | 1:39:18.1 | +4:20.3    | 1       |
| Fuente: ewrc-results.com |                    |                     |                        |           |            |         |

## Clasificación tras el rally
| Posición | Piloto        | Puntos | Cambios de posición |
| -------- | ------------- | ------ | ------------------- |
| 1        | Hayden Paddon | 85     | Sin cambios         |
| 2        | Mārtiņš Sesks | 48     | Crecimiento         |
| 3        | Mads Østberg  | 48     | Crecimiento         |
| 4        | Yoann Bonato  | 47     | Decrecimiento       |
| 5        | Efrén Llarena | 41     | Decrecimiento       |

| Posición | Equipo                           | Puntos | Cambios de posición |
| -------- | -------------------------------- | ------ | ------------------- |
| 1        | Team MRF Tyres                   | 114    | Sin cambios         |
| 2        | BRC Racing Team                  | 84     | Sin cambios         |
| 3        | MRF Tyres Dealer Team            | 74     | Sin cambios         |
| 4        | Motorsport Ireland Rally Academy | 29     | Crecimiento         |
| 5        | RedGrey Team                     | 28     | Decrecimiento       |